# NGC 438
NGC 438 je galaksija u zviježđu Kipar.

## Vanjske poveznice
- SEDS: NGC 438